# Hinojo
Hinojo est une localité argentine située dans le partido de Olavarría, province de Buenos Aires. Elle est située à 19 km du chef-lieu Olavarría.

## Histoire
Hinojo a été fondée en 1887 comme colonie agricole après l'arrivée du chemin de fer. Juan Ángel Bardi en est le fondateur. Plus tard, l'exploitation minière est apparue. En 1915, le Club Atlético Hinojo a été fondé, sa principale force étant le football. Le premier avait été fondé en 1908 et portait les couleurs violet et blanc avec des rayures verticales, tandis qu'Independiente, fondé en 1914, avait un maillot rouge et blanc avec des rayures verticales. La réunion a permis d'aplanir les divergences et un accord total a été trouvé, notamment sur le choix des couleurs du nouveau club : le blanc, symbole de pureté, et le vert, symbole d'espoir.
Le club est ouvert aux membres, il dispose de magnifiques installations, comme la cheminée, et de nombreuses réunions sociales sont organisées. Hinojo compte actuellement 300 membres qui paient 4 dollars pour les hommes et 3 dollars pour les femmes. Il existait un comité provisoire, composé comme suit : Francisco Manghera Realini (président), Juan Astuti (vice-président), Juan A. Bardi (secrétaire), Ricardo Pedrotti (pro-secrétaire), Pedro Capponi Elizardi (trésorier), Antonio Degliesposte, J. Eduardo De Pierris, Jesús Guerrero et Juan B. Enseñat (membres). Exactement un an plus tard, le 1er juin 1916, lors d'une réunion tenue au domicile de José Maitini, les statuts sont approuvés et le premier conseil d'administration est formé. Il était présidé par José Antonio Maitini et comprenait également : Juan Dibene, Juan Astuti, José Ciancio, Francisco Manghera Realini, Ricardo Pedrotti et Amadeo Veruchi.
En 1922, le terrain de sport actuel, appelé Enrique De la Quintana, sur l'avenue Crotto, est acquis.

## Religion
| Diocèse  | Azul                          |
| -------- | ----------------------------- |
| Paroisse | Nuestra Señora de la Asunción |